# Czakra Aśoki
Czakra Aśoki (hindi अशोक चक्र), koło Aśoki, Koło Prawa – buddyjski symbol narodowy Indii oparty na kole Dharmy, występujący m.in. na fladze Indii.

## Historia i znaczenie
Symbol został przejęty z wizerunku Koła Dharmy umieszczonego na kolumnie Aśoki w Sarnath (zob. godło Indii). Czakra Aśoki na fladze Indii jest barwy granatowej (symbol nieba, oceanu i uniwersalnej prawdy) i ma 24 szprychy ułożone w równych odstępach.
Koło symbolizuje dharmę, kluczowe pojęcie dla buddyzmu, hinduizmu, dźinizmu i sikhizmu. Inne możliwe znaczenie koła to odzwierciedlenie ruchu w życiu i stagnacji w śmierci. 24 szprychy mogą być wielorako interpretowane. Bywają interpretacje przypisujące konkretne znaczenie dla każdej ze szprych. Mogą symbolizować 24 ścieżki dharmy (jakości), jakimi powinien odznaczać się buddysta, zgodnie z naukami Buddy Siakjamuniego, jak również 24 rzeczy związane z Czterema Szlachetnymi Prawdami. Reprezentują także dwanaście ogniw współzależnego powstawania w dwóch kierunkach, tj. wersję klasyczną i przeciwny porządek współzależnego powstawania, a także symbolizują 24 godziny dnia, stanowiąc symbol upływu czasu.
4 stycznia 1952 roku ustanowiono najwyższe pokojowe odznaczenie Indii o nazwie Ashoka Chakra.

## Galeria

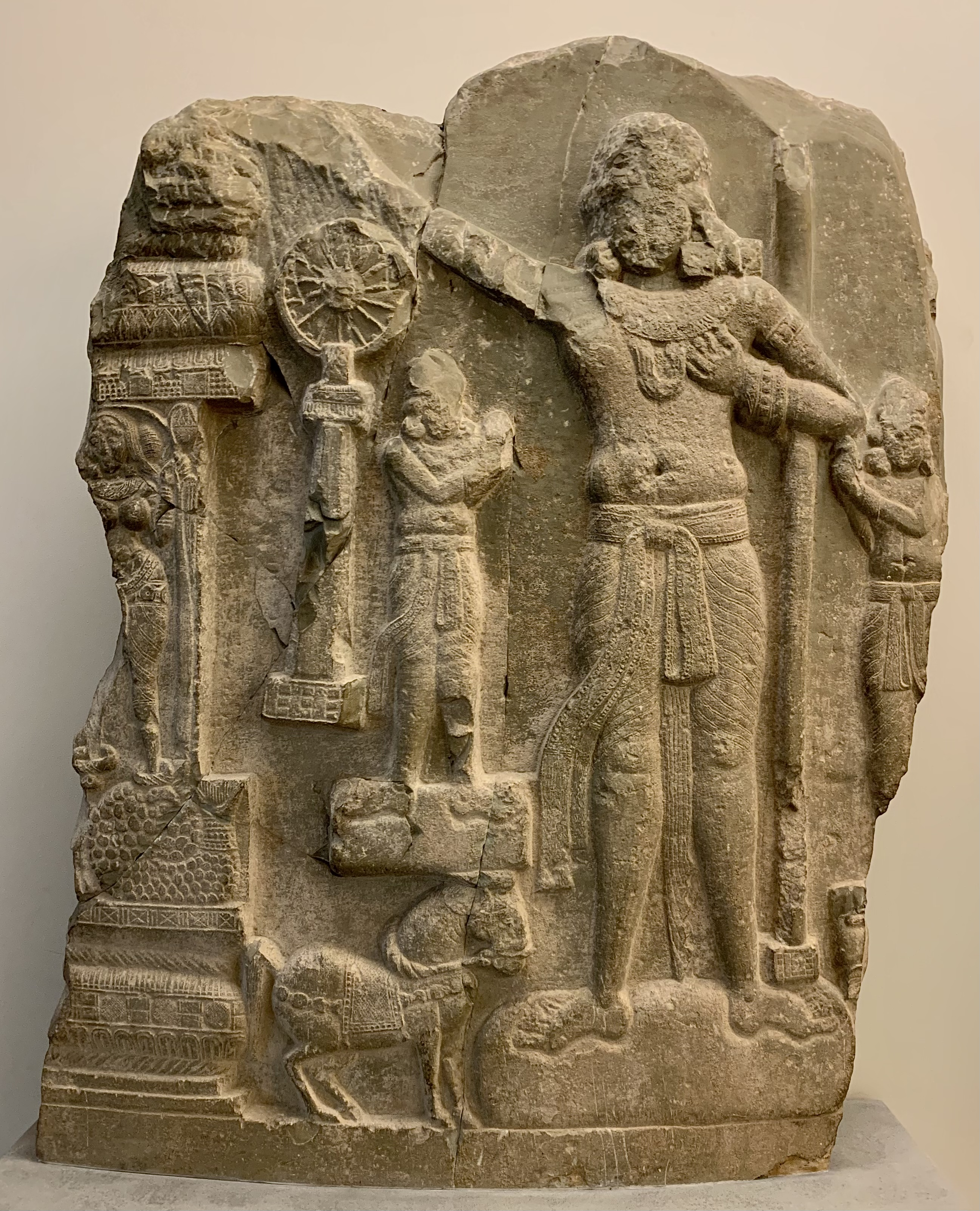
Czakrawartin(inne języki) (zapewne Aśoka) z Kołem Dharmy, płaskorzeźba z I wieku p.n.e.
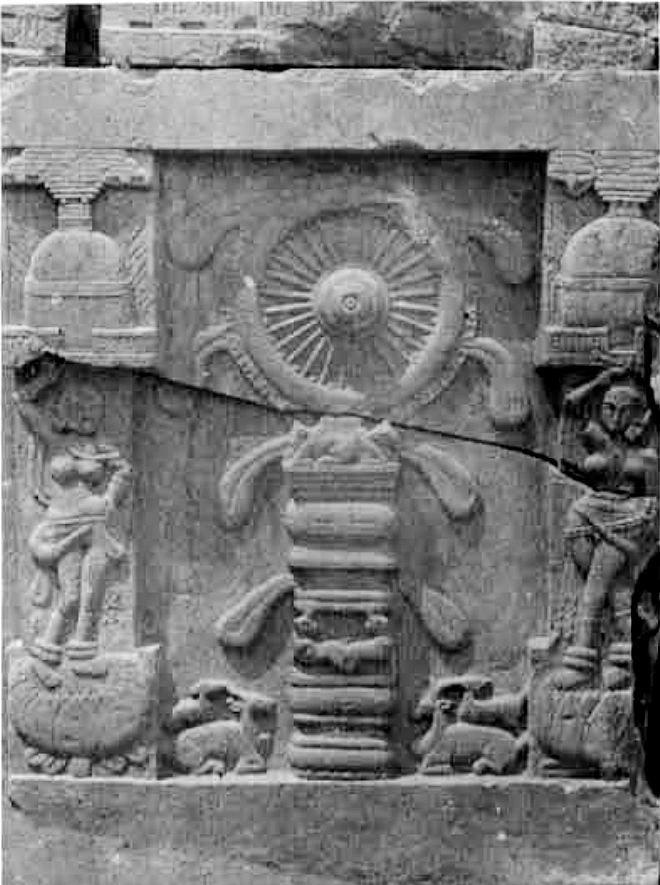
Koło Dharmy z Kanaganahalli(inne języki)
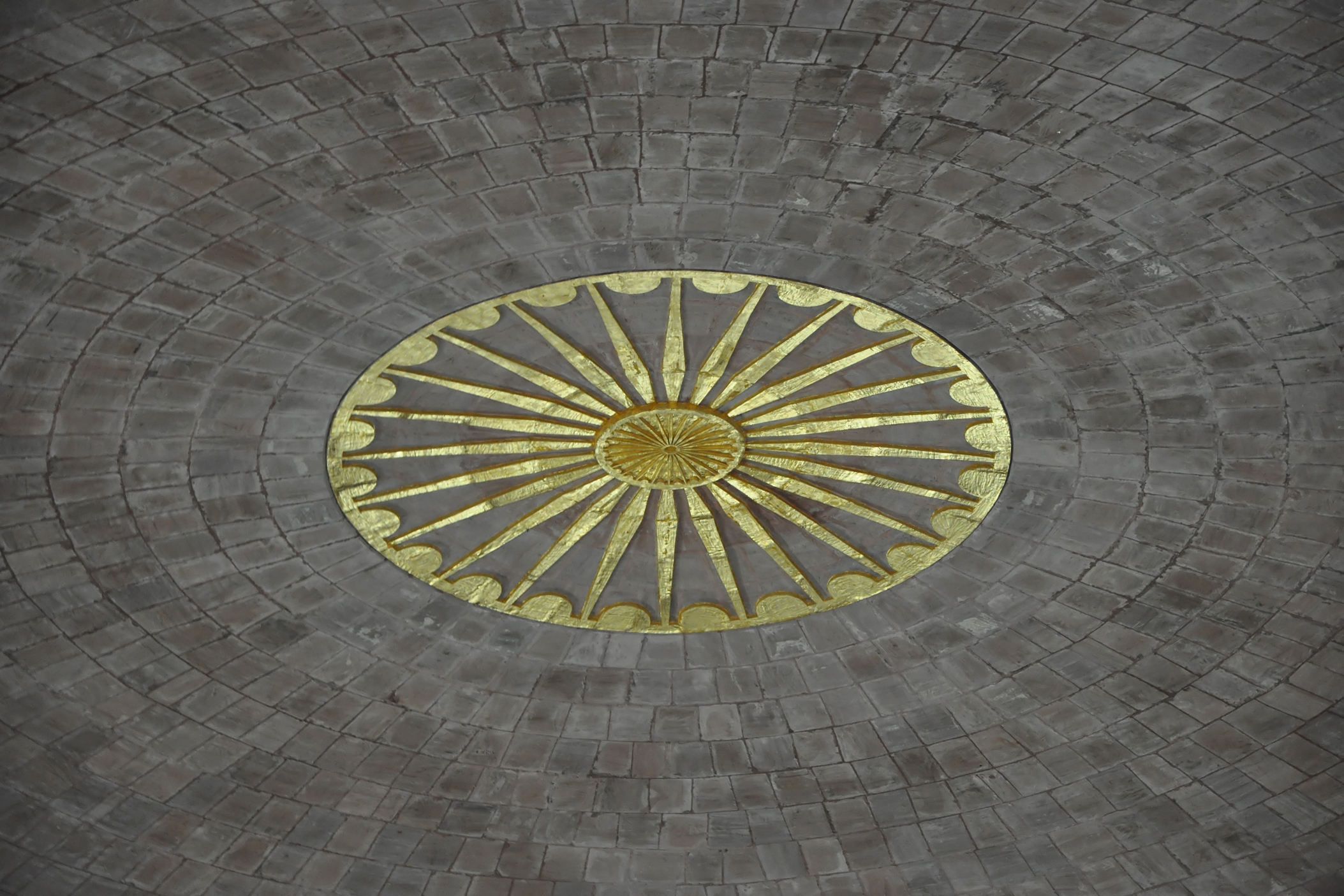
Czakra Aśoki na sklepieniu pagody w Mumbaju
Standard wyrysowania czakry Aśoki na fladze Indii
Flaga Indii
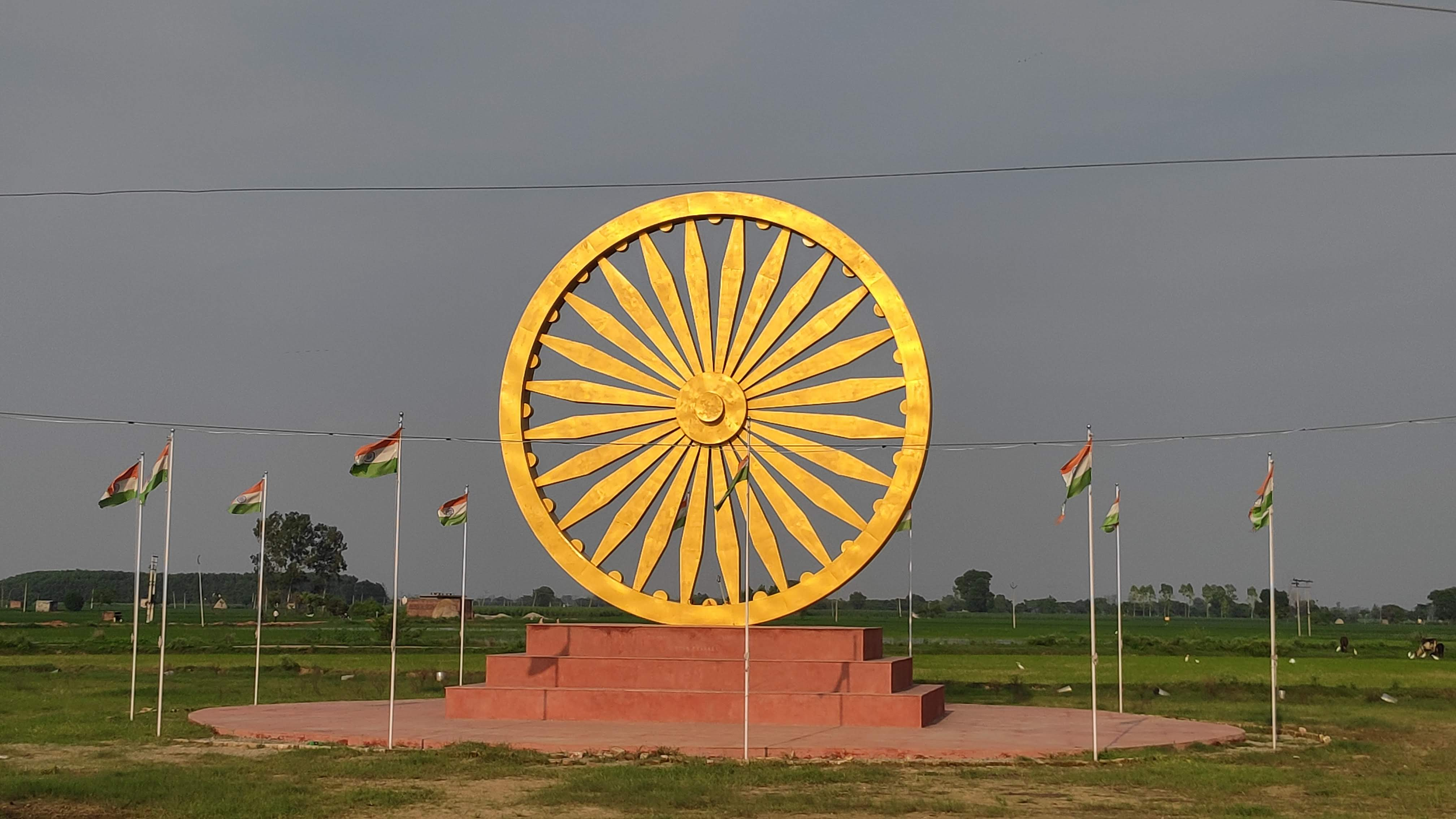
Pomnik czakry Aśoki w Radaur